# سسک‌های بیشه نمادین
سسک‌های بیشه نمادین یا سسک‌های دم‌پهن (نام علمی: Cettia) نام یک سرده از تیره سسکان بیشه است.

## گونه‌ها
- Chestnut-crowned bush warbler, Cettia major
- Chestnut-headed tesia, Cettia castaneocoronata
- Grey-sided bush warbler, Cettia brunnifrons
- سسک دم‌پهن, Cettia cetti